# La sirena del Congo
La sirena del Congo (White Cargo) è un film del 1942 diretto da Richard Thorpe e interpretato da Hedy Lamarr e Walter Pidgeon. Distribuito dalla Metro-Goldwyn-Mayer, è basato sulla commedia di successo di Londra e Broadway del 1923 di Leon Gordon, che a sua volta è stata adattata dal romanzo del 1912 Hell's Playground di Ida Vera Simonton. La commedia era già stata trasformata in un film muto con segmenti sonori sincroni britannico, anch'esso intitolato White Cargo, con protagonista Maurice Evans nel 1930. Nel film del 1942, a differenza dell'opera teatrale, la storia ha inizio nel presente, prima di svolgersi in flashback.

## Trama
Durante i primi anni della seconda guerra mondiale Worthing (Richard Ainley) ovvero il "capo", a bordo dell'idrovolante"la Regina del Congo" effettua un giro di ispezione delle piantagioni di caucciù in località remote della giungla dell'Africa occidentale. Atterrato in una di queste piantagioni, Worthing dice al supervisore locale che devono massimizzare la produzione poiché i giapponesi occupano la Malesia, riducendo la fornitura di quel materiale bellico critico. Indica una fotografia incorniciata sul muro che mostra baracche di paglia accanto a un fiume e ricorda i vecchi tempi, nel 1910, prima di "frigoriferi, elettricità e gadget per l'aria condizionata ... scuole e infermerie". 
L'obbiettivo cinematografico ingrandisce la foto, che prende vita, riportando lo spettatore ai tempi in cui fu scattata.
Quattro uomini, gli unici bianchi nel raggio di centinaia di miglia quadrate, attendono con impazienza l'arrivo del battello fluviale "la Regina del Congo". Wilbur Ashley (Bramwell Fletcher) e il suo capo Harry Witzel (Walter Pidgeon), hanno ceduto alla monotonia di vivere e lavorare insieme in isolamento e oramai si odiano l'un l'altro. Ashley sta finalmente tornando a casa, sostituito dall'acerbo Langford (Richard Carlson), pronto per iniziare un periodo di quattro anni. Gli altri residenti sono un medico alcolizzato (Frank Morgan) e l'insicuro missionario reverendo Roberts (Henry O'Neill).Non c'è niente che Witzel odia di più che iniziare con un nuovo impiegato. E infatti lui e Langford iniziano male, con Witzel che tormenta costantemente Langford e insiste sul fatto che avrà difficoltà di adattamento, sarà poco efficiente e che farebbe un favore a entrambi semplicemente tornando a casa. Le cose da quel momento non fanno che peggiorare. Come era stato con Ashley, ci vogliono tutti gli sforzi del dottore e di Roberts per tenere i due uomini lontani l'uno dalla gola dell'altro. La situazione peggiora quando Tondelayo (Hedy Lamarr), una famigerata seduttrice nativa assetata di seta e ornamenti, ritorna nella piantagione. Harry, come magistrato residente, le ha già ordinato di lasciare il suo distretto, dichiarandola portatrice di un'influenza negativa dirompente e immorale. Tondelayo pone le sue mire su Langford. Nonostante gli avvertimenti di tutti e tre gli altri uomini (e chiaramente per far dispetto a Witzel), costui soccombe al fascino della donna, come avevano fatto sia Ashley che Witzel prima di lui. Quando Witzel ordina di allontanarla ancora una volta, pena la fustigazione, Langford oramai travolto dalla passione decide di sposarla per superare gli incessanti rimproveri del suo principale. Dopo un acceso contrasto tra Witzel e Langford su l'opportunità che un bianco si leghi ad una nativa, il reverendo Roberts rivela che costei in realtà è per metà egiziana e metà araba, rendendo il matrimonio sgradevole alla sensibilità dei bianchi, ma moralmente accettabile. Nonostante le forti proteste di Witzel, Roberts si sente costretto dalla sua fede a unire la coppia in santo matrimonio.
Dopo cinque mesi, Tondelayo si è annoiata di suo marito, e lui di lei. Insoddisfatta, per ravvivare la sua vita cerca di sedurre Witzel; costui rifiuta le avance  ricordandole che lei è la signora Langford "finché morte non vi separi". Tondelayo capisce che esiste un'unica via per recidere il suo legame con Langford. Quando quest'ultimo contrae la malaria, il dottore prescrive un rimedio a base di chinino. La donna approfitta dell'occasione e ottiene da un nativo un veleno in cambio di un fucile e lo somministra ad Langford in luogo della medicina. Witzel, insospettito dal peggiorare delle condizioni del malato scopre la donna nell'atto di somministrare a Langford una dose letale di veleno. Nel suo ruolo di magistrato locale, e autoproclamatosi vendicatore, Harry la costringe a bere il resto del veleno. Tondelayo scappa urlando nella giungla e crolla a terra.
Epilogo: il dottore porta Langford sulla nave "Regina del Congo" per trasferirlo in un ospedale. Dalla barca arriva il sostituto di Langford, l'allora giovane Worthing, esasperantemente entusiasta e ingenuo. Dopo aver tentato di mantenere la calma, Harry lo afferra e gli dice con forza che dovrà vivere, respirare e pensare gomma 24 ore al giorno.
Tornando al presente, Worthing ammette di essersi oramai "acclimatato".

## Produzione
L'elemento di mescolanza razziale nella storia di Leon Gordon da cui fu tratto il film causò grandi problemi di censura, a partire dalla distribuzione negli Stati Uniti dell'adattamento cinematografico britannico del 1929 diretto da J.B.Williams e Arthur Bernes anch'esso intitolato White Cargo. Will Hays ritenne le tematiche contenute inaccettabili per una produzione USA e ne vietò di fatto la realizzazione. Nel dramma, Tondelayo è descritta come una “Negress”, dal termine francese négresse, ovvero “femmina di una delle razze dell'Africa”. L'uscita a New York del film britannico generò forti lamentele poiché violava i principi del Codice Hays. Nel 1930, quando il produttore Val Lewton della Selznick International confermò di voler realizzare una versione americana dell'opera, la PCA (Production Code Administration) lo informò che l'opera di Gordon era sulla loro lista nera e che avrebbe dovuto essere sottoposta al codice di autocensura prima di essere prodotta. Lewton rinunciò all'idea ma successivamente, nell'ottobre del 1938, la MGM acquistò i diritti cinematografici dalla British International Pictures, assunse Gordon per l'adattamento della sua opera e ne presentò una bozza alla PCA. L'etnia di Tondelayo fu modificata, non più di etnia africana ma “araba esotica”. La PCA apprezzò i “miglioramenti”, ma contestò il fatto che l'etnia della protagonista era nascosta al pubblico fino alla fine, alimentando così il dubbio sulla mescolanza razziale, allora considerata inaccettabile. Nel novembre del 1941 la bozza fu rivista, con il chiarimento sull'effettiva etnia di Tondelayo inserito in un dialogo all'inizio del film, nel quale i protagonisti discutono sull'opportunità di un matrimonio, con riferimento però più ai comportamenti e al carattere di Tondelayo che alla sua razza.
Nell'aprile del 1942 la MGM annunciò che avrebbero realizzato il film e che Hedy Lamarr, di carnagione eburnea e dagli occhi verdi, avrebbe interpretato la protagonista.
Secondo i registri della PCA, la Legion of Decency collocò il film in classe “C” (condannata), mentre in paesi come Singapore e Trinidad il film fu bandito a causa delle sue implicazioni razziali e della presunta relazione tabù. In Birmania fu vietato per la sua rappresentazione di odio razziale.
La scena in cui Hedy Lamarr appare per la prima volta nel film e pronuncia la frase: “Io sono Tondelayo” è stata inclusa in diversi documentari come uno dei momenti memorabili nella storia del cinema.

## Accoglienza
Nonostante recensioni generalmente negative e il surreale contrasto di una Hedy Lamarr che interpreta il ruolo di una donna africana, il film fu un grande successo inaspettato per la MGM. Secondo i suoi archivi, la pellicola incassò 1.654.000 dollari in Nord America e 1.009.000 dollari nel mondo, generando 1.240.000 dollari di profitto.